# Ray Kroc
Raymond Alexander "Ray" Kroc (Oak Park, Illinois, 5 de outubro de 1902 — San Diego, 14 de janeiro de 1984) foi um empresário norte-americano e comprador da rede de fast-food McDonald's em 1955.

## Primeiros anos
Kroc nasceu em 5 de outubro de 1902 em Oak Park, perto de Chicago. Seus pais Rosemary (Hrach) e Louis Kroc eram de origem checa. Seu pai era da aldeia de Břasy perto de Plzeň, Boêmia (atual República Checa). Cresceu e passou a maior parte de sua vida em sua cidade natal. Durante a Primeira Guerra Mundial, mentiu sobre sua idade e tornou-se um motorista de ambulância da Cruz Vermelha aos 15 anos, embora a guerra tenha terminado e ao contrário de Walt Disney, que serviu um ano na França, ele não foi enviado para o exterior. Entre o final da guerra e início dos anos 1950, tentou sua sorte em uma variedade de negócios, incluindo vendedor de copo de papel, pianista, músico de jazz, membro de uma banda e DJ na estação de rádio WGES em Oak Park. Ao mesmo tempo, trabalhou para um alojamento de alimentação em um dos restaurantes Ray Dambaugh na região centro-oeste para aprender o negócio de restaurantes. Mais tarde, tornou-se um vendedor ambulante de equipamentos para a fabricante de processamento de alimentos Prince Castle, vendendo máquinas de milk-shake multi-mixer.

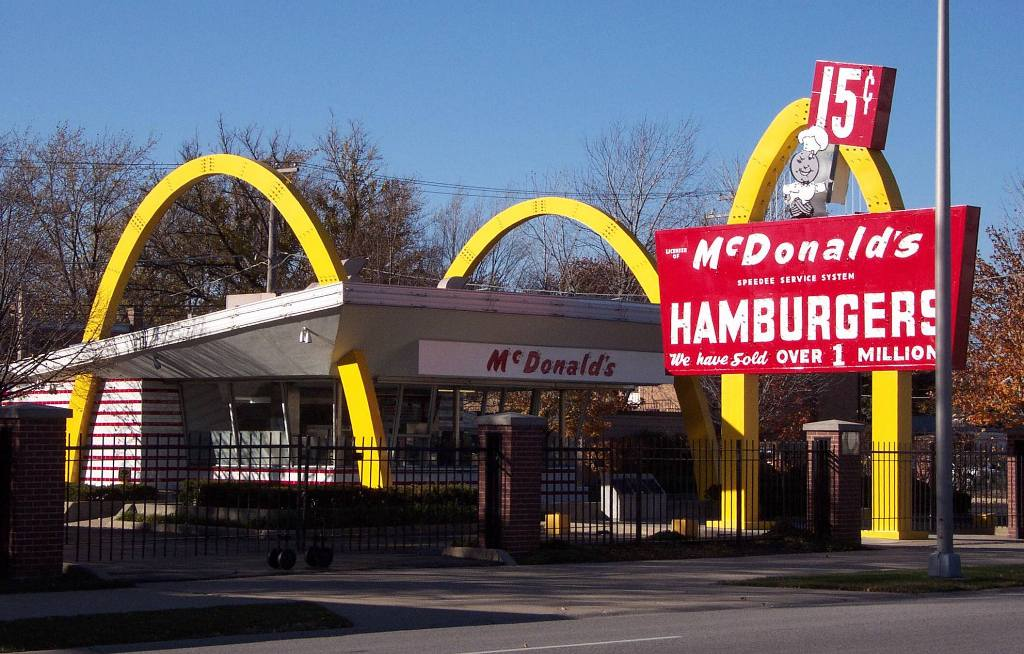
O primeiro restaurante de Ray Kroc (o nono do McDonald's), inaugurado em abril de 1955 em Des Plaines, Illinois, EUA.

## Carreira
Em 1954, intrigado pelo volume de pedidos que recebera de uma lanchonete em San Bernardino, no estado da Califórnia, Ray resolveu visitá-la. “Percebi que algo estava acontecendo ali”, disse anos depois. O restaurante, onde os irmãos Maurice e Richard McDonald serviam refeições rápidas, vivia lotado. No mesmo dia em que viu o lugar, Kroc começou a imaginar uma cadeia de lanchonetes identificada por arcos dourados. Logo percebeu que os irmãos McDonald estavam insatisfeitos. Tiravam pouco dinheiro do negócio e tinham obtido resultados pífios em duas experiências com franquias. De tanto insistir, Kroc conseguiu um acordo. Venderia franquias da marca a US$ 950 cada. Ficaria com 1,4% dos resultados e 0,5% iria para a conta dos irmãos.
A rede imaginada por Kroc nasceu com uma lanchonete nas imediações de Chicago, em 1955. A loja, uma cópia perfeita da máquina de fazer sanduíches de San Bernardino, vendeu US$ 366 no primeiro dia de funcionamento e logo tornou-se lucrativa. O McDonald’s não era a única cadeia de restaurantes desse tipo que começava a surgir nos Estados Unidos. Com a concorrência apertando, Kroc tornou-se obsessivo com o controle de qualidade, a limpeza e o serviço nas lojas. Cada hambúrguer deveria ter exatamente a mesma quantidade de carne e as mesmas duas rodelas de picles. Num esquema que até hoje é posto em prática, a rede começou a comprar terrenos e alugá-los para os franqueados. Para aumentar a rentabilidade do negócio, Kroc comprou o terreno onde situava-se a sede dos fundadores da rede, os irmãos McDonald, obtendo controle sobre o estabelecimento, o que acabou praticamente deixando-os sem saída e forçando-os a vender a marca a Kroc. Sem ter nenhuma prova, os irmãos alegam que Kroc os traiu, pois jurou que pagaria um por cento de todo lucro da rede a eles, mas que não poderia colocar isso no contrato por questões legais, deixando a promessa apenas verbal. Kroc não cumpriu o combinado e ainda obrigou os irmãos a não utilizarem o nome Mc Donald's na própria lanchonete que fundaram. Com o domínio total da cadeia de lanchonetes, investiu na expansão da rede. Nos anos 70, Kroc despejou milhões em propaganda. Em 1972, suas 2,2 mil lojas vendiam mais de US$ 1 bilhão e Kroc achou que era hora de expandir os negócios no exterior. Em menos de uma década, a rede McDonald’s já tinha se tornado uma marca reconhecida no mundo inteiro, que hoje lhe garante um faturamento anual de quase US$ 40 bilhões.
Como incentivo ao empreendedorismo, Ray deixou um ditado: "Cuide do cliente e o negócio cuidará de si mesmo."

## Vida pessoal
Sua fundação apoiou a pesquisa e tratamento do alcoolismo, diabetes, e outras doenças. Estabeleceu a fundação Ronald McDonald House. Foi um dos principais doadores da Dartmouth Medical School.
Em 1978, aos 76 anos de idade sofreu um acidente vascular cerebral. Foi obrigado pelos médicos a tomar medicação para a sua condição, e uma vez que não poderia ser utilizado com álcool, ele teve que entrar em reabilitação nos Alcoólicos Anônimos. Morreu de insuficiência cardíaca em um hospital em San Diego, Califórnia, em 14 de janeiro de 1984 com 81 anos. Deixou uma viúva, Joan. Seus casamentos anteriores, com Ethel Fleming (1922-1961) e Jane Dobbins Green (1963-1968), terminaram em divórcio. Foi enterrado no El Camino Memorial Park, San Diego.
Em 2016 sua trajetória foi levada às telas em The Founder - Fome de Poder dirigido por John Lee Hancock e com Michael Keaton no papel de Ray Kroc.